# 'Tis The Fifteenth Season
'Tis The Fifteenth Season, llamado Ya llegó la decimoquinta temporada en España y La decimoquinta temporada en Hispanoamérica, es un episodio perteneciente a la decimoquinta temporada de la serie animada Los Simpson, emitido originalmente el 14 de diciembre de 2003. Fue escrito por Michael Price y dirigido por Steven Dean Moore. En el episodio, Homer, luego de darse cuenta de que es muy egoísta, decide convertirse en el hombre más amable de la ciudad.

## Sinopsis
Todo comienza cuando, en Navidad, Carl le regala a Homer un reproductor de DVD y la primera temporada de Magnum P.I.. Sin embargo, Homer olvida el regalo para Lenny, por lo que le da, en su desesperación por conseguir algo, unos dulces de una expendedora. En lugar de darle un bono navideño, el Sr. Burns les da a todos boletos para la cafetería y, a Homer, una tarjeta de béisbol de Joe DiMaggio, destinada a Bart. Vendiendo la tarjeta, la familia consigue muchísimo dinero para los regalos navideños. Con su pequeña fortuna, los Simpson van a un centro comercial para la clase alta. Homer promete comprar un enorme árbol de Navidad, pero en lugar de eso, gasta el dinero en un Astrolabio Parlante Personalizado.
Homer es traicionado por la familia cuando ellos descubren lo que había hecho, y, sintiéndose rechazado, pasa la noche en el sofá de la sala. Desvelado una noche, Homer ve un programa llamado Especial de Navidad de Mr. Magrew (que representaba el clásico cuento Canción de Navidad de Charles Dickens). Cuando el programa termina, Homer se da cuenta cuán egoísta es. Para reformarse, decide convertirse en el hombre más amable de la ciudad. Los actos bondadosos de Homer incluyen regalarle su ropa vieja a los vagabundos, darle un buen regalo de Navidad a Lenny, dejarle a Marge que coma la última chuleta de cerdo y construir una pista de patinaje sobre hielo en el jardín de su casa. Luego de que Gil Gunderson le diga que es el hombre más amable de la ciudad y que Nelson Muntz se burle de Ned Flanders por haber sido derrotado de su puesto, Ned comienza a ponerse celoso.
Flanders descubre que tiene muy poco control sobre sus celos. Decide comprarles a todos los habitantes de la ciudad un regalo de Navidad, obteniendo el dinero del alquiler de su casa a una fraternidad. Homer piensa que para vencer a Flanders debe comprarles a todos un auto, pero Lisa le convence de no hacerlo y le dice que, como budista, piensa que la gente sería más feliz sin regalos.
Luego de escucharla, Homer tiene una idea: robar todos los regalos de Navidad de las casas, al estilo de El Grinch. En la mañana, una turba iracundaenfrenta a Homer. Sin embargo, la ira de todos se calma al ver una estrella brillante que piensan que es una señal de Dios, cuando en realidad era una bengala de ayuda enviada por Juan Topo. Homer devuelve los regalos y toda la ciudad canta una canción de Navidad.